# Christian Lundgaard
Christian Lundgaard (født 23. juli 2001) er en dansk racerkører. Han kører hos  Arrow McLaren i IndyCar Series. 

## Karriere
Lundgaard begyndte professionelt at køre gokart i 2012. Han konkurrerede over hele Europa og samlede tre store titler undervejs.  I december 2016 blev Lundgaard rangeret som femte på en liste udarbejdet af Motorsport.com over de ti bedste kartingkørere med fremtidigt potentiale. 

### Singleseater Debut
I 2017 debuterede Lundgaard i single-seater i SMP F4 og spanske F4 mesterskaber med MP Motorsport .  I SMP F4 vandt han ni sejre, syv pole positioner og ti hurtigste omgange og vandt mesterskabet med en runde tilbage.  Lundgaard blev også mester i det spanske mesterskab.

### Formel Renault Eurocup
I 2018, efter at have testet med dem på post-season-testen, genforenede Lundgaard sig med MP til Eurocup-mesterskabet .  Med fire sejre i løbet af sæsonen vandt Lundgaard titlen rookie-mester og sluttede som vicemester til holdkammeraten Renault-junior Max Fewtrell . 

### FIA F3-serien
I juni 2018 sluttede Lundgaard sig til MP til den tredje runde af 2018 mesterskabet i Paul Ricard .  I december vendte han tilbage til den sidste test efter sæsonen og kørte til ART Grand Prix . 

### FIA Formel 3 mesterskab
Efter hans succes i Formel Renault blev Lundgaard knyttet til et sæde i ART til det indledende FIA Formel 3 mesterskab .  I januar 2019 bekræftede det franske mærke, at Lundgaard ville køre med dem.  Lundgaard tog sin første podium i F3 den 11. maj 2019 i Barcelona og sluttede på andenpladsen. Lundgaard vandt på banen, men fik 5 sekunders straf efter at være faldet for langt bag sikkerhedsbilen tidligere i løbet. Han vandt sit første F3 løb senere samme år i Hungaroring i Ungarn den 3. august 2019.
Lundgaard genforenede sig med ART for at deltage i Macau Grand Prix, hvor han blev nummer tre i kvalifikationsløbet og fire i selve løbet.  

### FIA Formel 2 mesterskab
I november 2019 blev det meddelt, at Lundgaard ville deltage i sæsonfinalen på Yas Marina med Trident . 
Lundgaard kørte for ART Grand Prix i FIA Formula 2 sæson 2020-21.

### Formel 1
I marts 2017 blev Lundgaard tilmeldt på Renault Sport Academy.
Lundgaard blev inkluderet i opstillingen af holdets akademi, da det blev omdøbt til Alpine F1 Team i 2021, han har testet F1 bilen 5 gange for Alpine.

### Indycar
I August 2021 debuterede Lundgaard i Indycar ved GP på Indianapolis Motorspeedway, hvor han overraskede alle ved 4. hurtigste kvalifikationstid kun 4/100 fra pole position.
Lundgaard kørte hele sæsonen i 2022 hos RLLR og vandt Rookie mesterskabet foran David Malukas.
Skiftede til Arrow McLaren til 2025 sæsonen. Blev nr. 8 i første løb.

## Privatliv
Lundgaards far er 4x dansk mester i rally, europæisk rallymester i 2000 samt vinder af FIA Teams Cup 2001, Henrik Lundgaard.

## Racing rekord

### Karriereoversigt
| Sæson | Serie                   | Hold                | Løb | Sejre | Poles | F / omgange | Podier | Point         | Position |
| ----- | ----------------------- | ------------------- | --- | ----- | ----- | ----------- | ------ | ------------- | -------- |
| 2017  | SMP F4 mesterskab       | MP Motorsport       | 21  | 10    | 9     | 10          | 14     | 292           | 1.       |
| 2017  | F4 spansk mesterskab    | MP Motorsport       | 20  | 7     | 7     | 7           | 17     | 330           | 1.       |
| 2017  | F4 dansk mesterskab     | Lundgaard Racing    | 3   | 0     | 0     | 2           | 1      | 42            | 11.      |
| 2018  | Formel Renault Eurocup  | MP Motorsport       | 20  | 4     | 4     | 3           | 10     | 258           | 2. plads |
| 2018  | Formel Renault NEC      | MP Motorsport       | 8   | 2     | 1     | 3           | 2      | 48            | 11. ‡    |
| 2018  | GP3-serien              | MP Motorsport       | 2   | 0     | 0     | 0           | 0      | 0             | 23.      |
| 2019  | FIA Formel 3 mesterskab | ART Grand Prix      | 16  | 1     | 2     | 2           | 2      | 97            | 6.       |
| 2019  | Macau Grand Prix        | ART Grand Prix      | 1   | 0     | 0     | 0           | 0      | Ikke relevant | 4. plads |
| 2019  | FIA Formel 2 mesterskab | Trident             | 2   | 0     | 0     | 0           | 0      | 0             | 23.      |
| 2019  | F3 Asian Winter Series  | Pinnacle Motorsport | 3   | 0     | 0     | 0           | 0      | 0             | NC †     |
| 2020  | FIA Formel 2 mesterskab | ART Grand Prix      | 24  | 2     | 1     | 3           | 6      | 149           | 7        |
| 2021  | FIA Formel 2 mesterskab | ART Grand Prix      | 23  | 0     | 0     | 0           | 3      | 50            | 12       |

‡ Lundgaard var berettiget til point fra tredje runde og fremefter.</br> † Da Lundgaard var gæstechauffør, var han ikke kvalificeret til point.

### Komplet Formel Renault Eurocup-resultater
( nøgle ) (Løb i fed skrift angiver pole position) (Løb i kursiv angiver hurtigste omgang)
| År   | Hold          | 1             | 2             | 3             | 4             | 5               | 6             | 7             | 8             | 9             | 10            | 11          | 12            | 13            | 14            | 15            | 16            | 17              | 18              | 19          | 20          | Pos      | Point |
| ---- | ------------- | ------------- | ------------- | ------------- | ------------- | --------------- | ------------- | ------------- | ------------- | ------------- | ------------- | ----------- | ------------- | ------------- | ------------- | ------------- | ------------- | --------------- | --------------- | ----------- | ----------- | -------- | ----- |
| 2018 | MP Motorsport | LEC </br> 1 5 | LEC </br> 2 3 | MNZ </br> 1 2 | MNZ </br> 2 1 | SIL </br> 1 Ret | SIL </br> 2 5 | MON </br> 1 5 | MON </br> 2 5 | RBR </br> 1 5 | RBR </br> 2 3 | SPA </br> 1 | SPA </br> 2 8 | HUN </br> 1 2 | HUN </br> 2 1 | NÜR </br> 1 3 | NÜR </br> 2 5 | HOC </br> 1 Ret | HOC </br> 2 Ret | KAT </br> 1 | KAT </br> 2 | 2. plads | 258   |

## Eksterne links
- Christian Lundgaards profil hos Driver Database (engelsk)